# Thailand Open Hua Hin
El Thailand Open Hua Hin, actualment conegut com a Toyota Thailand Open, és un torneig de tennis professional que es disputa anualment sobre pista dura al True Arena de Hua Hin (Tailàndia). Va néixer dins la categoria WTA 125K i el 2019 va entrar al circuit principal WTA femení formant part de la categoria International Tournaments.
Les primeres dues edicions es van disputar al novembre i també es van disputar en categoria masculina formant part del circuit ATP Challenger Tour.

## Palmarès

### Individual femení
| Any               | Campiona          | Finalista        | Resultat         |
| ----------------- | ----------------- | ---------------- | ---------------- |
| WTA 250           |                   |                  |                  |
| 2024              | Rebecca Šramková  | Laura Siegemund  | 6−4, 6−4         |
| 2024              | Diana Shnaider    | Zhu Lin          | 6−3, 2−6, 6−1    |
| 2023              | Zhu Lin           | Lesia Tsurenko   | 6−4, 6−4         |
| 2022              | No celebrat       | No celebrat      | No celebrat      |
| 2021              | No celebrat       | No celebrat      | No celebrat      |
| WTA International |                   |                  |                  |
| 2020              | Magda Linette     | Leonie Küng      | 6−3, 6−2         |
| 2019              | Daiana Iastremska | Ajla Tomljanović | 6−2, 2−6, 7−6(3) |
| WTA 125K          |                   |                  |                  |
| 2018              | No celebrat       | No celebrat      | No celebrat      |
| 2017              | Belinda Bencic    | Hsieh Su-wei     | 6−3, 6−4         |
| 2016              | No celebrat       | No celebrat      | No celebrat      |
| 2015              | Iaroslava Xvédova | Naomi Osaka      | 6−4, 6−7(8), 6−4 |

### Dobles femenins
| Any               | Campiones                           | Finalistes                            | Resultat          |
| ----------------- | ----------------------------------- | ------------------------------------- | ----------------- |
| WTA 250           |                                     |                                       |                   |
| 2024              | Anna Danilina Irina Khromacheva     | Eudice Chong Moyuka Uchijima          | 6−4, 7−5          |
| 2024              | Miyu Kato Aldila Sutjiadi           | Guo Hanyu Jiang Xinyu                 | 6−4, 1−6, [10−7]  |
| 2023              | Chan Hao-ching Wu Fang-hsien        | Wang Xinyu Zhu Lin                    | 6−1, 7−6(6)       |
| 2022              | No celebrat                         | No celebrat                           | No celebrat       |
| 2021              | No celebrat                         | No celebrat                           | No celebrat       |
| WTA International |                                     |                                       |                   |
| 2020              | Arina Rodiónova Storm Sanders       | Barbara Haas Ellen Perez              | 6−3, 6−3          |
| 2019              | Irina-Camelia Begu Monica Niculescu | Anna Blinkova Wang Yafan              | 2−6, 6−2, [12−10] |
| WTA 125K          |                                     |                                       |                   |
| 2018              | No celebrat                         | No celebrat                           | No celebrat       |
| 2017              | Duan Yingying Wang Yafan            | Dalila Jakupović Irina Khromacheva    | 6−3, 6−3          |
| 2016              | No celebrat                         | No celebrat                           | No celebrat       |
| 2015              | Liang Chen Wang Yafan               | Varatchaya Wongteanchai Yang Zhaoxuan | 6−3, 6−3          |